# دوتسا
دوتسا (بالإيطالية: Dozza)‏ هي بلدية في مقاطعة بولونيا في إقليم إميليا رومانيا الإيطالي.

## السكان
في سنة 1861 بلغ عدد السكان 2٬015 نسمة، وتطور العدد ليصل في سنة 2011 لـ 6٬440 نسمة.
يظهر هذا المخطط البياني تطور النمو السكاني لـ دوتسا